# Palestijns Centraal Bureau voor de Statistiek
Het Palestijns Centraal Bureau voor de Statistiek (PCBS, Engels: Palestinian Central Bureau of Statistics) is het officiële instituut van de staat Palestina, vergelijkbaar met het Nederlandse Centraal Bureau voor de Statistiek. Het hoofdkantoor is gevestigd in Ramallah op de Westelijke Jordaanoever. De basis voor het statistische systeem waarvoor het PCBS verantwoordelijk is werd op 8 juni 2000 vastgelegd in de General Statistics Law – 2000, middels een decreet van de toenmalige president Yasser Arafat.
Het PCBS publiceert onder meer het Statisch jaarboek. Het voert in principe minimaal iedere tien jaar een volkstelling uit en iedere vijf jaar een census van ondernemingen ("Establishment Census" genaamd). Het instituut is ook verantwoordelijk voor het bijhouden van het kiesregister.
De eerste ondernemings-census werd in 1994 gerealiseerd, de tweede in 1997 en de derde in 2004.